# Chính sách thị thực của Zimbabwe
Du khách đến Zimbabwe phải xin thị thực từ một trong những phái bộ ngoại giao Zimbabwe hoặc trực tuyến trừ khi họ đến từ một trong những quốc gia được miễn thị thựcc hoặc có thể xin thị thực tại cửa khẩu. Kể từ tháng 11 năm 2014 Zimbabwe và Zambia đã có thị thực du khách chung.

## Bản đồ chính sách thị thực

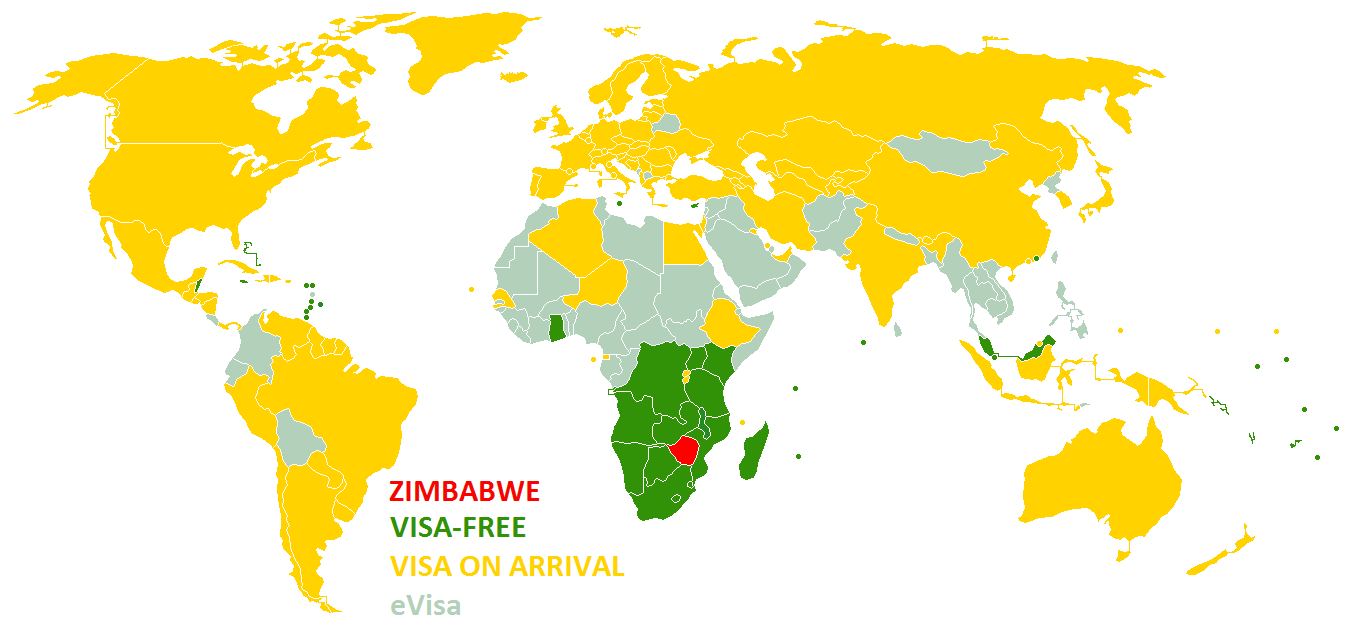
Chính sách thị thực Zimbabwe
Zimbabwe
Miễn thị thực
Thị thực tại cửa khẩu
Thị thực điện tử

## Miễn thị thực
Công dân của 45 quốc gia và vùng lãnh thổ sau có thể đến Zimbabwe không cần thị thực lên đến 3 tháng:
| - Angola - Anguilla - Antigua và Barbuda - Aruba - Bahamas - Barbados - Belize - Botswana - Quần đảo Cayman - Síp - DR Congo - Fiji - Ghana - Grenada - Hồng Kông (6 tháng) - Jamaica - Kenya - Kiribati - Lesotho - Madagascar - Malaysia - Malawi - Maldives | - Malta - Mauritius - Montserrat - Mozambique (30 ngày) - Namibia - Nauru - Saint Kitts và Nevis - Saint Lucia - Saint Vincent và Grenadines - Samoa - Seychelles - Singapore - Quần đảo Solomon - Nam Phi - Swaziland - Tanzania - Trinidad và Tobago - Quần đảo Turks và Caicos - Tuvalu - Uganda - Vanuatu - Zambia |  |

Người sở hữu hộ chiếu ngoại giao và công vụ của bất cứ quốc gia nào đều không cần thị thực.
Đầu năm 2018 họ thông báo Zimbabwe dự kiến sẽ mở rộng đáng kể chế độ miễn thị thực.

## Thị thực tại cửa khẩu
Công dân của 81 quốc gia và vùng lãnh thổ sau có thể xin thị thực tại cửa khẩu:
| - Công dân Liên minh Châu Âu (trừ Bulgaria, Síp, Malta và Romania) \| - Algeria - Andorra - Argentina - Úc - Azerbaijan - Belarus - Bermuda - Bosna và Hercegovina - Brazil - Quần đảo Virgin thuộc Anh - Brunei - Burundi - Canada - Cape Verde - Comoros - Cuba - Cộng hòa Dominica - Ai Cập - Guinea Xích Đạo - Quần đảo Falkland - Gruzia - Haiti - Indonesia - Iceland - Iran - Israel - Nhật Bản - Kazakhstan - Kuwait - Kyrgyzstan \| - Liechtenstein - Macao - Quần đảo Marshall - Micronesia - Moldova - Monaco - New Zealand - Na Uy - Palau - Palestine - Papua New Guinea - Nga - Rwanda - Saint Helena - Sao Tome và Principe - Serbia - Hàn Quốc - Suriname - Thụy Sĩ - Tajikistan - Tonga - Thổ Nhĩ Kỳ - Turkmenistan - Ukraina - Các Tiểu vương quốc Ả Rập Thống nhất - Hoa Kỳ - Uruguay - Uzbekistan - Thành Vatican \| \| | |  |
| - Algeria - Andorra - Argentina - Úc - Azerbaijan - Belarus - Bermuda - Bosna và Hercegovina - Brazil - Quần đảo Virgin thuộc Anh - Brunei - Burundi - Canada - Cape Verde - Comoros - Cuba - Cộng hòa Dominica - Ai Cập - Guinea Xích Đạo - Quần đảo Falkland - Gruzia - Haiti - Indonesia - Iceland - Iran - Israel - Nhật Bản - Kazakhstan - Kuwait - Kyrgyzstan | - Liechtenstein - Macao - Quần đảo Marshall - Micronesia - Moldova - Monaco - New Zealand - Na Uy - Palau - Palestine - Papua New Guinea - Nga - Rwanda - Saint Helena - Sao Tome và Principe - Serbia - Hàn Quốc - Suriname - Thụy Sĩ - Tajikistan - Tonga - Thổ Nhĩ Kỳ - Turkmenistan - Ukraina - Các Tiểu vương quốc Ả Rập Thống nhất - Hoa Kỳ - Uruguay - Uzbekistan - Thành Vatican |  |

Khách du lịch từ  Trung Quốc đi với tour được phê chuẩn có thể xin thị thực tại cửa khẩu.

## Thị thực điện tử
Công dân nước ngoài có thể xin tất cả các loại thị thực (du lịch, công tác, định cư và học) trực tuyến qua hệ thống thị thực điện tử của Cục Nhập cư Zimbabwe. Phí thị thực điện tử có thể trả trực tuyến hoặc lúc nhập cảnh. Trung bình cần hai ngày làm việc để có thị thực điện tử. Tuy nhiên nó có thể thay đổi do các lý do khác nhau. Thị thực điện tử có hiệu lực 3 tháng kể từ ngày cấp.
Có thể sử dụng nó để vào các cửa khẩu sau:
- Beitbridge
- Sân bay quốc tế Harare
- Chirundu
- Plumtree
- Forbes - Mutare
- Nyamapanda
- Kariba
- Thác Victoria
- Sân bay quốc tế Joshua Mqabuko Nkomo

## Quá cảnh
Zimbabwe yêu cầu công dân Bangladesh và Pakistan xin thị thực trước khi quá cảnh tại quốc gia này. Công dân của tất cả các quốc gia khác có thể quá cảnh lên đến 6 tiếng trong ngày tại bất cứ sân bay quốc tế nào tại Zimbabwe.